# 王謳
王謳（1491年—1526年），字舜夫，號彭衙，陝西西安右護衛軍籍白水縣人，明朝政治人物。

## 生平
陝西鄉試第二十六名舉人。正德十二年（1517年）中式丁丑科會試五十八名，廷试三甲二百二十五名進士。吏部观政，授官工部主事，改刑部，遷刑部員外郎，歷官山西按察使司僉事，因病致仕歸鄉。卒年三十六，著作有《王彭衙詩集》。

## 家族
曾祖王信；祖父王鑑；父王珤，贈戶部主事。母劉氏（封太安人）。